# Barrera de paralaje

Comparación de los métodos autoestereoscópicos: Barrera de paralaje y hoja lenticular

La barrera de paralaje (parallax barrier en inglés) es una de las tecnologías más utilizadas[cita requerida] para la creación de imágenes estereoscópicas sin la necesidad de ningún tipo de dispositivo para su visualización: gafas 3D, cascos especiales, etc. La visión humana se basa en la percepción de dos imágenes ligeramente distintas en una misma escena, cada una de ellas capturadas por cada ojo y procesada finalmente por el cerebro para añadir la profundidad. Por lo tanto, la barrera de paralaje construirá una imagen diferente para cada ojo mediante un dispositivo colocado delante de nuestra fuente de imagen generando finalmente una imagen tridimensional. 

## Funcionamiento
Una barrera de paralaje se basa en un patrón periódico de regiones opacas "no transmisible" y regiones transparentes "transmisibles" colocadas en frente de un dispositivo de visualización, como puede ser una pantalla de cristal líquido, generando finalmente diferentes imágenes para cada ojo según nuestra visualización de las regiones. Las regiones acostumbran ser paralelogramos debido a su fácil distribución en forma de columnas y siguiendo una simetría para que cada ojo visualice únicamente una imagen.
Para la generación de la imagen 3D se muestran dos imágenes 2D en la pantalla LCD, las dos imágenes son intercaladas progresivamente a lo largo de la pantalla.  Cuando el observador se coloca en la ventana de visualización el ojo derecho percibirá una imagen 2D mientras que el ojo izquierdo percibirá otra imagen 2D diferente. En ese momento nuestro cerebro procesará las imágenes percibiendo el 3D.

## Tipos
La gran desventaja de este sistema es que tenemos que estar en una posición fija para poder ver con claridad nuestra imagen y el ángulo de visión siempre es limitado. Podemos agrupar en dos tipos de uso las barreras de paralaje: sin seguimiento de múltiples vistas y seguimiento de dos vistas.
- Sin seguimiento de múltiples vistas (Untracked multi-view):  Se caracteriza básicamente por los múltiples puntos de vista que dispone independientemente de los espectadores. La generación de las vistas se basa en la división de la pantalla  para múltiples imágenes intercaladas entre sí. El gran inconveniente de este sistema consiste en que la resolución de las imágenes es limitada.

- Seguimiento de dos vistas (Tracked two-view): Utilizado para un solo usuario se basa en la posición del observador.  Para solucionar el aspecto del movimiento del usuario se emplean técnicas de detección y seguimiento facial, con el fin de saber qué regiones observará cada ojo. La calidad aumentará  pero el sistema se encuentra limitado a aplicaciones de monousuario.

## Aplicaciones
Las aplicaciones basadas en la tecnología de barreras de paralaje están en el momento de desarrollo debido a que en la última década la tecnología 3D ha evolucionado constantemente.
- Seguridad:  En aeropuertos se estudia la posibilidad de añadir pantallas junto a los analizadores de rayos X para el equipaje sospechoso.[5]
- Dispositivos GPS:  Se ha aplicado la tecnología en sus pantallas LCD de manera que el conductor y el acompañante puedan ver imágenes completamente diferentes de forma simultánea.  Dicha tecnología es usada por el nuevo Range Rover de Land Rover.
- Televisores y monitores:  Probablemente sea donde más queda por estudiar debido a que se intenta mejorar la calidad con grandes tamaños de pantallas y mejor ángulo de visión: Toshiba Qosmio T851, LG DX2500.
- Smartphones y videoconsolas:  Han revolucionado el mercado actual consiguiendo numerosas ventajas gracias al 3D.  Las barreras de paralaje aplicadas en las pequeñas pantallas de estos dispositivos proponen una mayor interacción con el usuario. Videoconsolas como Nintendo 3DS o teléfonos móviles como LG Optimus 3D, HTC EVO 3D CDMA.